# Kazunori Yoshimoto
Kazunori Yoshimoto (japanisch 吉本 一謙 Yoshimoto Kazunori; * 24. April 1988 in der Präfektur Tokyo) ist ein ehemaliger japanischer Fußballspieler.

## Karriere
Yoshimoto erlernte das Fußballspielen in der Jugendmannschaft von FC Tokyo. Seinen ersten Vertrag unterschrieb er 2007 bei FC Tokyo. Der Verein spielte in der höchsten Liga des Landes, der J1 League. Für den Verein absolvierte er drei Erstligaspiele. 2009 wurde er an den Zweitligisten FC Gifu ausgeliehen. Für den Verein absolvierte er 44 Ligaspiele. 2011 kehrte er zum Zweitligisten FC Tokyo zurück. 2011 wurde er mit dem Verein Meister der zweiten Liga und stieg in die erste Liga auf. 2012 wurde er nach Mito an den Zweitligisten Mito HollyHock ausgeliehen. Für den Verein absolvierte er zwei Ligaspiele. 2013 kehrte er zu FC Tokyo zurück. 2018 wechselte er zum Zweitligisten Avispa Fukuoka. Für den Verein absolvierte er 18 Spiele in der zweiten Liga. 2019 wechselte er zum Erstligisten Shimizu S-Pulse. Siebenmal stand er für den Verein aus Shimizu in der ersten Liga auf dem Spielfeld.
Am 1. Februar 2021 beendete Yoshimoto seine Karriere als Fußballspieler.

## Erfolge
FC Tokyo
- J.League Cup: 2009

- Kaiserpokal: 2009